# 무비플러스
세리프 무비플러스(Serif MoviePlus)는 세리프 유럽이 개발한 영상 편집 소프트웨어의 하나로, 전문가와 가정용 사용자들이 디지털 비디오와 디지털 이미지를 편집할 수 있다.
이 소프트웨어는 세리프가 어피니티(Affinity) 계열에 집중하면서 더 이상 지원되지 않는다.

## 역사
- 무비플러스 1 (2003)
- 무비플러스 4 (March 2004)
- 무비플러스 5 (March 2006)
- 무비플러스 X3 (August 2008)
- 무비플러스 X5 (February 2011)
- 무비플러스 X6 (March 2012, 현재 버전) (더 이상 지원 안 함)